# Fjädergräs
Fjädergräs (Stipa pennata) är en art i familjen gräs från Sverige, centrala, sydvästra och södra Europa till västra Asien, norra Afrika. I Sverige växer fjädergräset vilt endast på ett fåtal platser på Falbygden.

## Galleri
|  |  |  |  |